# Фишер, Мануэль
Мануэль Фишер (нем. Manuel Fischer; 19 сентября 1989, Ален, ФРГ) — немецкий футболист, нападающий немецкого клуба «Штутгартер Кикерс».

## Карьера

### Клубная
Воспитанник футбольных школ клубов «Эбнат», «Штутгарт» и «Ульм 1846». Начинал свою карьеру в дубле «Штутгарта» в Южной Региональной Лиге Германии. Дебютировал в сезоне 2007/08 за основную команду. Свой первый гол в Бундеслиге забил 17 мая 2008 в последнем туре. 4 июля 2011 продлил контракт до лета 2011 года. Числился игроком «Хайденхайма», ранее отправлялся в «Кобленц» и «Ваккер» из Бургхаузена.

### В сборной
В юношеской сборной до 17 лет провёл как минимум 5 игр. На чемпионате Европы 2006 года провёл пять официальных игр, забил пять мячей и разделил первое место с испанцем Бояном Кркичом и чехом Томашом Нецидом в списке лучших бомбардиров.
В составе сборной Европы до 18 лет принял участие в Кубке Меридиана 2007 года. В матчах против сборной Африки отличился трижды, забив два гола в первой игре и один гол во второй.

## Личная жизнь
Есть брат Себастьян, игрок «Ульма».